# Islande au Concours Eurovision de la chanson 2022
L'Islande est l'un des quarante pays participant au Concours Eurovision de la chanson 2022, qui se déroule à Turin en Italie. Le pays est représenté par le trio Systur et leur chanson Með hækkandi sól, sélectionnées par le biais de l'émission Söngvakeppnin 2022, sélection que le pays utilise annuellement depuis ses débuts au Concours en 1986. Le pays se classe 23e avec 20 points lors de la finale.

## Sélection
Le pays confirme sa participation le 3 septembre 2021, annonçant par la même occasion que le Söngvakeppnin sera reconduit. 

### Format
Comme les années précédentes, la sélection est composée de deux demi-finales et d'une finale. Cinq artistes concourent dans chaque demi-finale et deux accèdent à la finale. Un cinquième participant pourra bénéficier d'une "wild card" accordée par le diffuseur, et ainsi participer à la finale. Là, deux artistes seront sélectionnés par le jury et le public pour prendre part à une superfinale au terme de laquelle la chanson représentante sera déterminée.
Les trois shows seront présentés par Björg Magnúsdóttir, Jón Jónsson et Ragnhildur Steinunn Jónsdóttir.
À l'origine prévues les 19 février, 26 février et 5 mars 2022, les dates des shows sont toutes repoussées d'une semaine, en raison de la pandémie de Covid-19. En conséquence, les deux demi-finales auront lieu respectivement le 26 février et le 5 mars 2022, et la finale aura lieu le 12 mars 2022.

### Chansons
Les dix chansons en lice pour cette édition du concours sont révélées le 5 février 2022. Ces chansons ont été sélectionnées parmi 158 chansons. Conformément à la règle, toutes ces chansons seront interprétées en islandais lors des demi-finales, avant d'éventuellement être interprétées dans la langue du choix de l'artiste lors de la finale.
| Artiste                       | Titre (version en islandais) | Titre (version en anglais) |
| ----------------------------- | ---------------------------- | -------------------------- |
| Amarosis                      | Don't You Know               | Don't You Know             |
| Haffi Haff                    | Gía                          | Volcano                    |
| Hanna Mia & The Astrotourists | Séns með þér                 | Gemini                     |
| Katla                         | Þaðan af                     | Then Again                 |
| Markéta Irglová               | Mögulegt                     | Possible                   |
| Reykjavíkurdætur              | Tökum af stað                | Turn This Around           |
| Sigga, Beta & Elín            | Með hækkandi sól             | Pas de version en anglais  |
| Stefan Óli                    | Ljósið                       | All I Know                 |
| Stefanía Svavardóttir         | Hjartað mitt                 | Heart of Mine              |
| Suncity & Sanna               | Hækkum í botn                | Keep it Cool               |

### Shows

#### Demi-finales
Les deux demi-finales ont été diffusées le 26 février et le 5 mars 2022. Dans chacune d'entre elles, cinq chansons ont été interprétées, parmi lesquelles deux ont été qualifiées pour la finale. Une cinquième chanson sera par la suite repêchée parmi les six non-qualifiées. Toutes les chansons doivent être interprétées en islandais.
Les entractes ont été réalisés lors de la première demi-finale par le groupe de musique électronique GusGus et par Margrét Rán, qui ont interprété une reprise de Is It True?, qui a représenté l'Islande au Concours Eurovision de la chanson 2009. Dans la deuxième demi-finale, l'entracte a été assuré par la chanteuse GDRN, qui a interprété la chanson Open Your Heart, qui a représenté l'Islande au Concours Eurovision de la chanson 2003.
- Qualifiés
- Repêchée par le jury

| Ordre | Interprète            | Titre            | Nombre de votes | Place |
| ----- | --------------------- | ---------------- | --------------- | ----- |
| 1     | Amarosis              | Don't You Know   | 7 006           | 3     |
| 2     | Stefán Óli            | Ljósið           | 7 017           | 2     |
| 3     | Haffi Haff            | Gía              | 4 828           | 5     |
| 4     | Stefanía Svavardóttir | Hjartað mitt     | 5 613           | 4     |
| 5     | Sigga, Beta & Elín    | Með hækkandi sól | 10 788          | 1     |

| Ordre | Interprète                    | Titre         | Nombre de votes | Place |
| ----- | ----------------------------- | ------------- | --------------- | ----- |
| 1     | Markéta Irglová               | Mögulegt      | 3 251           | 4     |
| 2     | Suncity & Sanna               | Hækkum í botn | 4 170           | 3     |
| 3     | Reykjavíkurdætur              | Tökum af stað | 13 137          | 1     |
| 4     | Katla                         | Þaðan af      | 5 251           | 2     |
| 5     | Hanna Mia & The Astrotourists | Séns með þér  | 3 197           | 5     |

#### Finale
La finale a été diffusée le 12 mars 2022. Dans ce show, les candidats pouvaient interpréter leur chanson dans la langue de leur choix, telle qu'elle sera présentée à l'Eurovision en cas de victoire. Ainsi, Katla et Stefán Óli, à l'origine supposés chanter en anglais, ont décidé de garder leurs chansons respectives en islandais. Le fonctionnement était, du reste, le même que les années précédentes : les deux chansons les plus plébiscitées par le public islandais et le jury de sept personnes étaient qualifiées pour une superfinale. Le public a ensuite désigné seul la chanson gagnante.
L'entracte était censé être assuré par le groupe ukrainien Go_A, qui a terminé à la cinquième place au Concours Eurovision de la chanson 2021. Mais, du fait de la guerre en Ukraine, le groupe n'a pas pu se déplacer en Islande pour l'occasion. Par conséquent, c'est Tusse, qui a représenté la Suède la même année et terminé quatorzième, qui les remplace en interprétant sa chanson Voices,. Daði Freyr, représentant islandais en 2020 et 2021, assure également l'entracte. Les deux artistes font également partie du jury.
- Qualifiés pour la superfinale

| Ordre | Artiste            | Titre            | Jury   | Public | Total  | Place |
| ----- | ------------------ | ---------------- | ------ | ------ | ------ | ----- |
| 1     | Katla              | Þaðan af         | 15 031 | 5 972  | 21 003 | 5     |
| 2     | Amarosis           | Don't You Know   | 11 921 | 12 506 | 24 427 | 3     |
| 3     | Reykjavíkurdætur   | Turn This Around | 19 437 | 26 320 | 45 757 | 1     |
| 4     | Stefán Óli         | Ljósið           | 13 476 | 9 126  | 22 602 | 4     |
| 5     | Sigga, Beta & Elín | Með hækkandi sól | 18 141 | 24 083 | 42 224 | 2     |

Les deux chansons qualifiées pour la superfinale sont donc Turn This Around de Reykjavíkurdætur, et Með hækkandi sól de Sigga, Beta & Elín. Lors de cette superfinale, ces deux chansons ont donc été interprétées en direct une nouvelle fois, et le public a pu voter pour les départager:
| Ordre | Artiste            | Titre            | Votes        | Votes       | Votes  | Place |
| Ordre | Artiste            | Titre            | Premier tour | Second tour | Total  | Place |
| ----- | ------------------ | ---------------- | ------------ | ----------- | ------ | ----- |
| 3     | Reykjavíkurdætur   | Turn This Around | 45 757       | 23 470      | 69 227 | 2     |
| 5     | Sigga, Beta & Elín | Með hækkandi sól | 42 224       | 35 156      | 77 380 | 1     |

C'est donc le groupe Sigga, Beta and Elín qui représentera l'Islande au Concours Eurovision de la chanson 2022 avec leur chanson Með hækkandi sól. Le trio se renomme pour l'occasion en Systur, ce qui signifie « sœurs » en islandais.

## À l'Eurovision
L'Islande participe à la première demi-finale, le 10 mai 2022. Elle s'y classe 10e avec 103 points, se qualifiant donc pour la finale. Lors de celle-ci, elle termine à la 23e place avec 20 points.